# Villiers XXIV
Le Villiers XXIV ou Villiers 24 CAN2 est un prototype de chasseur de nuit français conçu en 1928 par les Ateliers d'Aviation François Villiers. Premier avion militaire français équipé de slats d'extrême bord pour ses ailes, il offre une meilleure stabilité à basse vitesse et réduit le risque de décrochage.

## Conception
Ce sesquiplan (biplan à ailes inégales) utilise des slats (bec de bord d'attaque) et des flaps (dispositif hypersustentateur) combinés, offrant un abaissement synchronisé pour améliorer le contrôle à faible vitesse. L'aile supérieure, en bois, et l'aile inférieure, en aluminium, sont rectangulaires et recouvertes de tissu. Avec son moteur Lorraine 12Eb Courlis de 450 chevaux, il dispose de deux mitrailleuses fixes synchronisées et d'un poste de tir arrière.

## Performances et développement
Le Villiers XXIV a subi des tests en 1928, atteignant une vitesse de croisière minimale de 70 km/h avec les slats ouverts, contre 101 km/h fermés. Bien que prometteur, le programme est annulé après les tests, et le second prototype prévu n'a jamais été construit.

## Spécifications
| Informations générales | Informations générales                                                                                          |
| --- | --- |
| Type | Chasseur de nuit                                                                                                |
| Origine | France |
| Constructeur | Ateliers d'Aviation François Villiers                                                                           |
| Premier vol | Mars 1928 |
| Statut | Prototype unique                                                                                                |
| Innovations | Premier avion militaire français avec slats (fentes d'extrême bord)                                             |
| Dimensions | |
| Longueur | 8,75 m |
| Envergure | - Aile supérieure : 13,00 m - Aile inférieure : 9,00 m                                                          |
| Hauteur | 3,30 m |
| Surface alaire | 42 m² |
| Rapport d’aspect | Sesquiplan avec une envergure supérieure 1,4 fois plus large que l’inférieure                                   |
| Masse | |
| Poids à vide | 1 469 kg |
| Poids brut | 2 219 kg |
| Capacité en carburant | 300 kg |
| Propulsion | |
| Moteur | Lorraine 12Eb Courlis, W-12, refroidi par eau                                                                   |
| Puissance | 450 ch (335 kW)                                                                                                 |
| Configuration de l’hélice | Biplan classique, hélice à deux pales                                                                           |
| Performances | |
| Vitesse maximale | 212 km/h au niveau de la mer ; 200 km/h à 5 000 m                                                               |
| Vitesse de décrochage | - Avec slats ouverts : 70 km/h - Avec slats fermés : 101 km/h                                                   |
| Temps pour atteindre 6 000 m | 50 minutes |
| Endurance | 3 heures avec réservoir standard, possibilité d'ajout d'un réservoir pour une heure supplémentaire              |
| Caractéristiques des ailes | |
| Type d’aile | Sesquiplan avec slats et flaps sur l’aile supérieure                                                            |
| Profils aérodynamiques | - Aile supérieure : R.A.F. 31 - Aile inférieure : Göttingen 436                                                 |
| Commandes de vol | Ailerons sur l’aile supérieure, combinés avec slats et flaps permettant une vitesse de vol réduite jusqu'à 30 % |
| Armement | |
| Armement fixe | 2 mitrailleuses Vickers de 7,7 mm synchronisées                                                                 |
| Armement mobile | 2 mitrailleuses Lewis de 7,7 mm sur support flexible dans le cockpit arrière                                    |
| Conception et innovations | |
| Fuselage | Structure en longerons recouverte de contreplaqué ; nez caréné en aluminium pour le moteur                      |
| Train d’atterrissage | Fixe, configuration classique avec un essieu de 2 m et amortisseurs en V-struts carénés                         |
| Système de refroidissement | Radiateur ventral Lamblin rétractable                                                                           |
| Développement | |
| Le Villiers 24 a été testé intensivement pour ses innovations aérodynamiques, en particulier les slats. Ce prototype unique a servi de base à des essais de slats automatiques, mais le programme CAN2 fut abandonné avant la fabrication d'un second exemplaire. | |